# مجمع محطة السلام مرياش (المحفد)

تعديل مصدري - تعديل

مجمع محطة السلام مرياش هي إحدى قرى عزلة المحفد بمديرية المحفد التابعة لمحافظة أبين، بلغ تعداد سكانها 25 نسمة حسب تعداد اليمن لعام 2004.